# Frasage

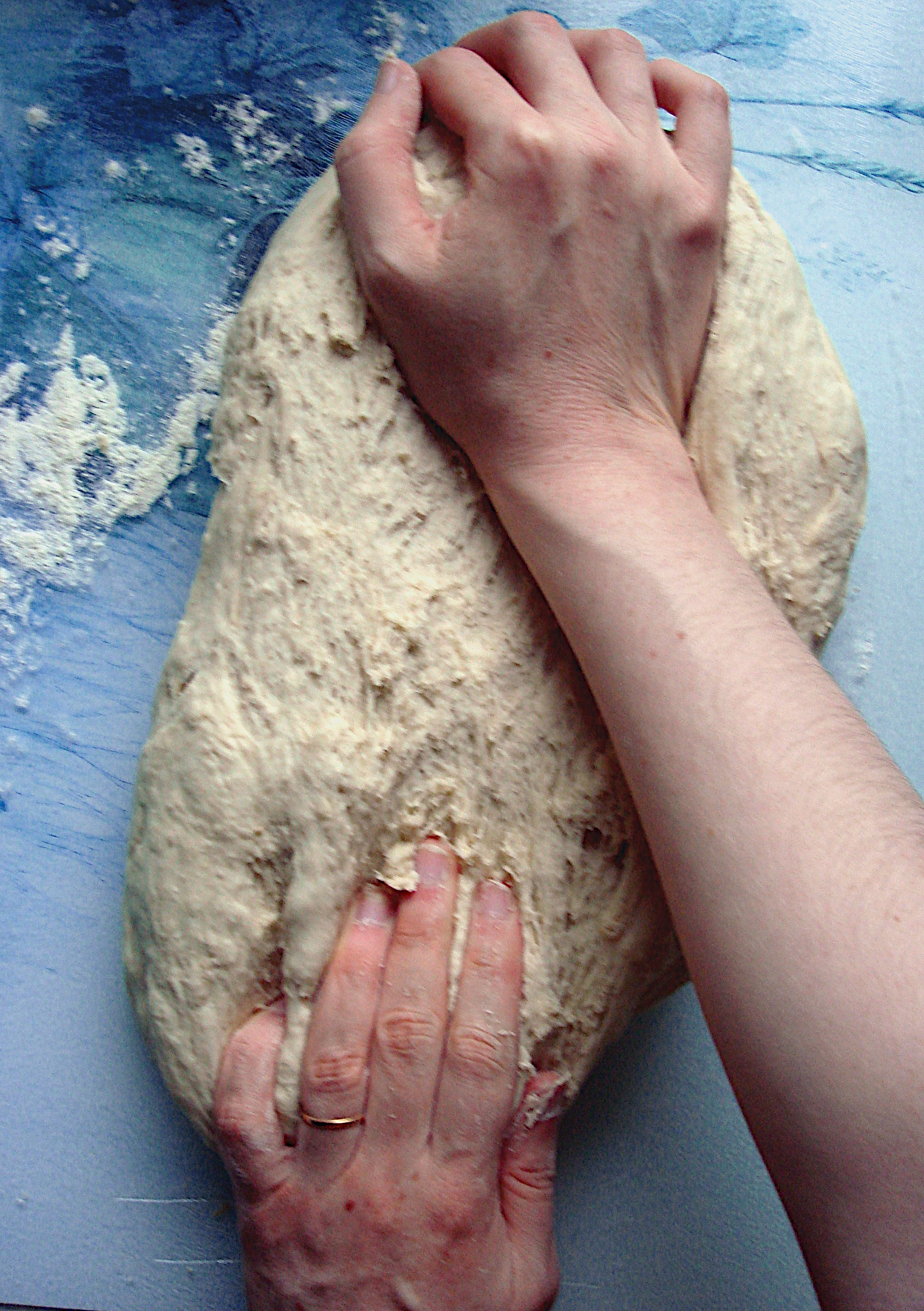
Fraiser manuellement la pâte consiste à l'étaler avec la paume de la main.

Le frasage ou fraisage est la première étape du pétrissage du pain ou d'une pâte. Le frasage consiste à mélanger lentement et grossièrement les ingrédients qui composent la pâte (la farine, l'eau, la levure et le sel) avant que soit effectué un travail mécanique de découpage, d'étirage et de soufflage.
À l'issue de ce travail, on obtient une pâte ayant des propriétés qui conviennent à la panification à savoir : de la ténacité, de la visco-élasticité et de l'imperméabilité.
Ce mélange des ingrédients est réalisé manuellement, ou mécaniquement à vitesse lente d'un pétrin ou mélangeur pendant 3 à 5 minutes). La dispersion de l'eau entre les particules de la farine entraîne l'absorption de l'eau par le gluten (gonflement de ces protéines insolubles) et l'amidon. Ces protéines commencent à s'agglutiner pour former une structure maillée, le réseau glutineux (ce n'est que lors de la seconde étape, le malaxage rapide, que se développe l'élasticité de ce réseau, sous l'effet du cisaillement). Ces protéines vont enrober les grains d'amidon.
Durant cette étape, afin d'obtenir la consistance finale souhaitée pour cette pâte, on ajoute dans le pétrin soit de l'eau (il s'agit alors d'une action de bassinage) ou soit de la farine (le contre-frasage).